# Fabien Devecchi
Pas d'image ? Cliquez ici

a Compétitions nationales et continentales officielles uniquement.

b Matchs officiels uniquement.
Fabien Devecchi, né le 9 mars 1975 à Bias (Lot-et-Garonne), est un joueur international français de rugby à XIII et de rugby à XV évoluant au poste de demi de mêlée ou de demi d'ouverture dans les années 1990 et 2000.
Natif de Bias, Fabien Devecchi pratique dans sa jeunesse le rugby à XIII et intègre le pôle France de rugby à XIII à Carcassonne. Il fait ses débuts senior dans le Championnat de France avec l'U.S. Villeneuve et le F.C. Lézignan. Avec le premier nommé, il remporte le titre en 1996 et 1999, ainsi que le titre de Coupe de France en 1999. Joueur vedette du club villeneuvois dans cette période des années 1990, il est également l'un des joueurs phares du projet « Paris SG » lors de sa création dans la nouvelle compétition nommée Super League et dispute trente-quatre rencontres dans cette dernière durant deux saisons en 1996 et 1997. En 1999, il devient l'un des rares Français à s'expatrier en Angleterre en jouant une saison en Premiership avec Widnes. Il revient ensuite en France et joue deux saisons au S.O. Avignon et une dernière saison au Toulouse olympique XIII. Parallèlement, il est incontournable en équipe de France, comptant vingt-trois sélections entre 1995 et 2001, et prend part à l'édition 2000 de Coupe du monde dont un quart-de-finale face à la Nouvelle-Zélande.
En 2002, concomitamment à la politique des instances de rugby à XV français de vouloir mettre la main sur les meilleurs espoirs de rugby à XIII, Fabien Devecchi opte pour le XV et s'engage au Stade montois disputant une saison du Top 16 puis deux de Pro D2. Il revient à l'U.S. Villeneuve pour une dernière saison en XIII en 2005-2006 puis retourne au XV au S.A. Saint-Sever pour finir sa carrière sportive.
Après sa carrière sportive, il occupe différents rôles au Stade montois en prenant en charge durant plusieurs années les espoirs et le centre de formation avec lesquels il sera Champion de France espoirs D2 en 2016 et accompagnant certains de ces jeunes joueurs dans le monde professionnel au cours de ces années.
Expérience entre-coupée par un rôle d'entraîneur du club de XIII de Villeneuve.
Par la suite, pendant deux saisons, il entraîne les séniors de Soustons en fédérale 2, amenant l’équipe jusqu’aux phases finales du championnat.

## Biographie
Il découvre le rugby à XIII à Bias à l'âge de six ans puis intègre Villeneuve-sur-Lot. Il est ensuite sélectionné pour participer à l'aventure en Super League du Paris Saint-Germain de 1996 à 1998 puis rejoint le club anglais de Widnes pour une année. Il retourne en France et s'engage avec Avignon puis Toulouse.

### Participation à la Coupe du monde 2000
Composition de l'équipe de France :
Il dispute parallèlement la Coupe du monde 2000 avec la sélection française dont il prend le capitanat.

### Changement de code de rugby
En 2002 il change de code en s’engageant avec le club du stade Montois rugby pro top 16 et pro D2.
À la fin de sa carrière de joueur, il occupe le poste d’entraîneur espoirs avec un titre de Champion de France Espoirs, deuxième division et responsable du centre de formation du club Montois.
En 2019, il est nommé entraîneur de Villeneuve-sur-Lot à la suite du départ de Julien Rinaldi qui s'expatrie en Australie pour d'autres projets, il est assisté par Pita Godinet. Le 5 mars 2021, il démissionne de ses fonctions à la suite de résultats moyens, le joueur néo-zélandais Eddy Pettybourne assure l'interim. Fabien Devecchi reste toutefois au club en prenant de nouvelles fonctions.
En septembre 2021, il retourne au stade Montois rugby, pour prendre en charge l’académie et les lignes arrières de l’équipe espoir

## Palmarès

### Rugby à XIII
- Collectif :
  - Vainqueur du Championnat de France : 1996 et 1999 (Villeneuve).
  - Vainqueur de la coupe d’Europe des clubs: 1999 (Villeneuve)
  - Vainqueur de la Coupe de France : 1999 (Villeneuve).
  - Finaliste du Championnat de France : 1997 et 1998 (Villeneuve).

#### Coupe du monde
| Édition        | Rang            | Résultats France | Résultats Devecchi | Matchs Devecchi |
| -------------- | --------------- | ---------------- | ------------------ | --------------- |
| Australie 2000 | Quart-de-finale | 2 v, 0 n, 2 d    | 2 v, 0 n, 2 d      | 4/4             |

Légende : v = victoire ; n = match nul ; d = défaite.

#### Coupe d'Europe des nations
| Édition | Rang      | Résultats France | Résultats Devecchi | Matchs Devecchi |
| ------- | --------- | ---------------- | ------------------ | --------------- |
| 1996    | Troisième | 0 v 0 n 2 d      | 0 v 0 n 2 d        | 2/2             |

#### Détails en sélection
| Matchs internationaux de Fabien Devecchi | Matchs internationaux de Fabien Devecchi | Matchs internationaux de Fabien Devecchi | Matchs internationaux de Fabien Devecchi | Matchs internationaux de Fabien Devecchi | Matchs internationaux de Fabien Devecchi | Matchs internationaux de Fabien Devecchi | Matchs internationaux de Fabien Devecchi | Matchs internationaux de Fabien Devecchi | Matchs internationaux de Fabien Devecchi | Matchs internationaux de Fabien Devecchi | Matchs internationaux de Fabien Devecchi |
|                                          | Date                                     | Adversaire                               | Résultat                                 | Compétition                              | Poste                                    | Points                                   | Essais                                   | Pen.                                     | Drops                                    |                                          |                                          |
| ---------------------------------------- | ---------------------------------------- | ---------------------------------------- | ---------------------------------------- | ---------------------------------------- | ---------------------------------------- | ---------------------------------------- | ---------------------------------------- | ---------------------------------------- | ---------------------------------------- | ---------------------------------------- | ---------------------------------------- |
| sous les couleurs de la France           |                                          |                                          |                                          |                                          |                                          |                                          |                                          |                                          |                                          |                                          |                                          |
| 1.                                       | 18 juin 1995                             | Canada                                   | 72-34                                    | Test-match                               | Demi d'ouverture                         | -                                        | -                                        | -                                        | -                                        |                                          |                                          |
| 2.                                       | 5 juin 1996                              | Pays de Galles                           | 14-34                                    | Coupe d'Europe                           | Demi d'ouverture                         | -                                        | -                                        | -                                        | -                                        |                                          |                                          |
| 3.                                       | 12 juin 1995                             | Angleterre                               | 6-73                                     | Coupe d'Europe                           | Demi d'ouverture                         | -                                        | -                                        | -                                        | -                                        |                                          |                                          |
| 4.                                       | 13 mai 1997                              | Irlande                                  | 30-30                                    | Test-match                               | Demi de mêlée                            | 8                                        | 2                                        | -                                        | -                                        |                                          |                                          |
| 5.                                       | 9 juillet 1997                           | Écosse                                   | 22-20                                    | Coupe d'Europe                           | Demi de mêlée                            | 4                                        | 1                                        | -                                        | -                                        |                                          |                                          |
| 6.                                       | 4 novembre 1998                          | Irlande                                  | 24-22                                    | Test-match                               | Demi de mêlée                            | -                                        | -                                        | -                                        | -                                        |                                          |                                          |
| 7.                                       | 11 novembre 1998                         | Écosse                                   | 26-22                                    | Coupe d'Europe                           | Demi de mêlée                            | -                                        | -                                        | -                                        | -                                        |                                          |                                          |
| 8.                                       | 13 octobre 1999                          | Angleterre                               | 20-28                                    | Test-match                               | Demi de mêlée                            | -                                        | -                                        | -                                        | -                                        |                                          |                                          |
| 9.                                       | 23 octobre 1999                          | Angleterre                               | 20-50                                    | Test-match                               | Demi de mêlée                            | -                                        | -                                        | -                                        | -                                        |                                          |                                          |
| 10.                                      | 11 novembre 1999                         | Maroc                                    | 80-8                                     | Test-match                               | Demi d'ouverture                         | -                                        | -                                        | -                                        | -                                        |                                          |                                          |
| 11.                                      | 14 novembre 1999                         | Liban                                    | 38-24                                    | Test-match                               | Demi de mêlée                            | 4                                        | 1                                        | -                                        | -                                        |                                          |                                          |
| 12.                                      | 17 novembre 1999                         | Italie                                   | 10-14                                    | Test-match                               | Demi de mêlée                            | -                                        | -                                        | -                                        | -                                        |                                          |                                          |
| 13.                                      | 3 juin 2000                              | Russie                                   | 82-0                                     | Test-match                               | Demi de mêlée                            | -                                        | -                                        | -                                        | -                                        |                                          |                                          |
| 14.                                      | 28 octobre 2000                          | Papouasie-Nlle-Guinée                    | 20-23                                    | Coupe du monde                           | Demi de mêlée                            | -                                        | -                                        | -                                        | -                                        |                                          |                                          |
| 15.                                      | 1er novembre 2000                        | Tonga                                    | 28-8                                     | Coupe du monde                           | Demi d'ouverture                         | -                                        | -                                        | -                                        | -                                        |                                          |                                          |
| 16.                                      | 5 novembre 2000                          | Afrique du Sud                           | 56-6                                     | Coupe du monde                           | Demi d'ouverture                         | -                                        | -                                        | -                                        | -                                        |                                          |                                          |
| 17.                                      | 12 novembre 2000                         | Nouvelle-Zélande                         | 6-54                                     | Coupe du monde                           | Demi d'ouverture                         | -                                        | -                                        | -                                        | -                                        |                                          |                                          |
| 18.                                      | 10 juin 2001                             | Nouvelle-Zélande                         | 0-36                                     | Test-match                               | Demi de mêlée                            | -                                        | -                                        | -                                        | -                                        |                                          |                                          |
| 19.                                      | 17 juin 2001                             | Papouasie-Nlle-Guinée                    | 27-16                                    | Test-match                               | Demi de mêlée                            | -                                        | -                                        | -                                        | -                                        |                                          |                                          |
| 20.                                      | 20 juin 2001                             | Papouasie-Nlle-Guinée                    | 24-34                                    | Test-match                               | Demi de mêlée                            | -                                        | -                                        | -                                        | -                                        |                                          |                                          |
| 21.                                      | 26 juin 2001                             | Irlande                                  | 56-16                                    | Test-match                               | Demi de mêlée                            | 4                                        | 1                                        | -                                        | -                                        |                                          |                                          |
| 22.                                      | 3 juillet 2001                           | Écosse                                   | 20-42                                    | Test-match                               | Demi de mêlée                            | -                                        | -                                        | -                                        | -                                        |                                          |                                          |
| 23.                                      | 26 octobre 2001                          | Grande-Bretagne                          | 12-42                                    | Test-match                               | Demi de mêlée                            | -                                        | -                                        | -                                        | -                                        |                                          |                                          |

### Statistiques en club
| Saison    | Saison                  | Championnat           | Championnat           | Coupe                 | Coupe                 | Sélection             | Sélection             | Sélection             | Sélection             | Sélection             | Sélection             | Sélection |
| Saison    | Saison                  | Comp.                 | Class.                | Comp.                 | Class.                | Comp.                 | M                     | Pts                   | Ess.                  | Buts                  | Dp.                   |           |
| --------- | ----------------------- | --------------------- | --------------------- | --------------------- | --------------------- | --------------------- | --------------------- | --------------------- | --------------------- | --------------------- | --------------------- | --------- |
| 1993-1994 | US Villeneuve           | Championnat de France | 7e                    | Coupe de France       |                       |                       |                       |                       |                       |                       |                       |           |
| 1994-1995 | FC Lézignan             | Championnat de France | 9e                    | Coupe de France       | 1/8 finale            |                       | 1                     | -                     | -                     | -                     | -                     |           |
| 1995-1996 | US Villeneuve           | Championnat de France | Champion              | Coupe de France       | 1/4 finale            |                       | 2                     | -                     | -                     | -                     | -                     |           |
| 1996      | Paris SG                | Super League          | 11e                   | Coupe d'Angleterre    | Non participant       |                       |                       |                       |                       |                       |                       |           |
| 1996-1997 | US Villeneuve           | Championnat de France | Finaliste             | Coupe de France       |                       |                       | 2                     | 12                    | 3                     | -                     | -                     |           |
| 1997      | Paris SG                | Super League          | 11e                   | Coupe d'Angleterre    | 1/8 finale            |                       |                       |                       |                       |                       |                       |           |
| 1997-1998 | US Villeneuve           | Championnat de France | Finaliste             | Coupe de France       | 1/2 finale            |                       |                       |                       |                       |                       |                       |           |
| 1998-1999 | US Villeneuve           | Championnat de France | Champion              | Coupe de France       | Vainqueur             |                       | 2                     | -                     | -                     | -                     | -                     |           |
| 1999      | Widnes                  | Premiership           | 1/2 finale            | Coupe d'Angleterre    | 1/4 finale            |                       | 5                     | 4                     | 1                     | -                     | -                     |           |
| 1999-2000 | SO Avignon              | Championnat de France | 1/4 finale            | Coupe de France       | 1/4 finale            |                       | 5                     | -                     | -                     | -                     | -                     |           |
| 2000-2001 | SO Avignon              | Championnat de France | 1/4 finale            | Coupe de France       | 1/8 finale            |                       | 5                     | 4                     | 1                     | -                     | -                     |           |
| 2001-2002 | Toulouse olympique XIII | Championnat de France | 1/2 finale            | Coupe de France       | 1/4 finale            |                       | 1                     | -                     | -                     | -                     | -                     |           |
| 2002-2005 | Passage au rugby à XV   | Passage au rugby à XV | Passage au rugby à XV | Passage au rugby à XV | Passage au rugby à XV | Passage au rugby à XV | Passage au rugby à XV | Passage au rugby à XV | Passage au rugby à XV | Passage au rugby à XV | Passage au rugby à XV |           |
| 2005-2006 | Villeneuve RL           | Championnat de France | 1/2 finale            | Coupe de France       | ?                     |                       |                       |                       |                       |                       |                       |           |

### Rugby à XV

#### Statistiques en club
| Saison    | Saison        | Championnat | Championnat |
| Saison    | Saison        | Comp.       | Class.      |
| --------- | ------------- | ----------- | ----------- |
| 2002-2003 | Stade montois | Top 16      | 16e         |
| 2003-2004 | Stade montois | Pro D2      | 12e         |
| 2004-2005 | Stade montois | Pro D2      | 4e          |